# Colastes inopinatus
Colastes inopinatus är en stekelart som beskrevs av Sergey A. Belokobylskij 2000. Colastes inopinatus ingår i släktet Colastes och familjen bracksteklar. Inga underarter finns listade i Catalogue of Life.